# Liga Portuguesa de Basquetebol de 2024–25
A Liga Portuguesa de Basquetebol de 2024–25, também conhecida por Liga Betclic por razões de patrocínio, foi a 92.ª edição da maior competição de clubes portugueses de basquetebol masculino. É também a 16.ª temporada desde que foi renomeada para Liga Portuguesa de Basquetebol (LPB).
A equipa do Benfica conquistou seu trigésimo primeiro título, desta forma defendeu sua hegemonia.

## Equipas participantes
Para a atual temporada retornam CA Queluz, ausente da LPB desde a época 2006-07, e do Galitos Barreiro ausente desde a temporada 2020-21, após sagrarem-se campeão e vice-campeão da ProLiga na temporada anterior. As referidas equipas juntam-se à Liga para substituir Portimonense e Lusitânia rebaixados na temporada anterior por critérios desportivos.
|         | Equipa              | Localização         | Pavilhão                                 |
| ------- | ------------------- | ------------------- | ---------------------------------------- |
|         | AD Galomar          | Caniço              | Pavilhão do Caniço                       |
|         | CD Póvoa            | Póvoa de Varzim     | Pavilhão Fernando Linhares de Castro     |
|         | Esgueira Aveiro Oli | Esgueira            | Pavilhão CEP                             |
|         | FC Porto            | Porto               | Dragão Arena                             |
| Aumento | Galitos Barreiro    | Barreiro            | Pavilhão Municipal Prof Luís de Carvalho |
|         | Imortal Luzigás     | Albufeira           | Pavilhão Municipal de Albufeira          |
|         | Ovarense Gavex      | Ovar                | Arena Dolce Vita                         |
| Aumento | CA Queluz           | Queluz              | Pavilhão Henrique Miranda                |
|         | SL Benfica          | Lisboa              | Pavilhão da Luz Nº 1                     |
|         | Sporting CP         | Lisboa              | Pavilhão João Rocha                      |
|         | UD Oliveirense      | Oliveira de Azeméis | Pavilhão Doutor Salvador Machado         |
|         | Vitória SC          | Guimarães           | Pavilhão Unidade Vimaranense             |

Legenda:
 Promovidos da Proliga da época anterior
 Atual campeão da Liga

## Temporada regular

### Tabela de classificação
Classificação extraída de fpb.pt/classificacao
| Pos. | Clube               | J  | V  | D  | P+   | P-   | SP   | PTS | Classificação           |
| ---- | ------------------- | -- | -- | -- | ---- | ---- | ---- | --- | ----------------------- |
| 1    | SL Benfica          | 22 | 21 | 1  | 2002 | 1687 | 315  | 43  | Playoffs                |
| 2    | FC Porto            | 22 | 19 | 3  | 1946 | 1719 | 227  | 41  | Playoffs                |
| 3    | Sporting CP         | 22 | 15 | 7  | 1892 | 1728 | 164  | 37  | Playoffs                |
| 4    | UD Oliveirense      | 22 | 13 | 9  | 1855 | 1741 | 114  | 35  | Playoffs                |
| 5    | Ovarense Gavex      | 22 | 13 | 9  | 1745 | 1767 | -22  | 35  | Playoffs                |
| 6    | Galitos Barreiro    | 22 | 10 | 12 | 1760 | 1784 | -24  | 32  | Playoffs                |
| 7    | Imortal Luzigás     | 22 | 10 | 12 | 1751 | 1872 | -121 | 32  | Playoffs                |
| 8    | Vitória SC          | 22 | 9  | 13 | 1807 | 1847 | -40  | 31  | Playoffs                |
| 9    | Esgueira Aveiro Oli | 22 | 9  | 13 | 1803 | 1905 | -102 | 31  |                         |
| 10   | CA Queluz           | 22 | 5  | 17 | 1784 | 1974 | -190 | 27  |                         |
| 11   | CD Póvoa ESC Online | 22 | 5  | 17 | 1613 | 1781 | -168 | 27  | Rebaixados para ProLiga |
| 12   | AD Galomar          | 22 | 3  | 19 | 1669 | 1822 | -153 | 25  | Rebaixados para ProLiga |

### Resultados
Resultados extraídos de fpb.pt/resultados
| ↓Casa\Visitante→    | ADG   | CDP   | ESG    | FCP    | GAL    | IMO    | OVA    | CAQ    | SLB    | SPO    | UDO    | VIT    |
| ------------------- | ----- | ----- | ------ | ------ | ------ | ------ | ------ | ------ | ------ | ------ | ------ | ------ |
| AD Galomar          |       | 72-84 | 84-73  | 66-80  | 66-78  | 75-72  | 67-78  | 106-78 | 83-87  | 82-94  | 61-95  | 75-82  |
| CD Póvoa            | 81-72 |       | 82-84  | 53-93  | 74-80  | 80-84  | 69-75  | 98-102 | 75-79  | 66-68  | 61-68  | 81-71  |
| Esgueira Aveiro Oli | 85-82 | 93-80 |        | 81-96  | 74-81  | 100-91 | 84-85  | 82-81  | 85-93  | 82-81  | 78-66  | 73-86  |
| FC Porto            | 82-78 | 76-64 | 94-83  |        | 87-82  | 90-83  | 75-77  | 93-80  | 103-89 | 83-78  | 98-95  | 88-80  |
| Galitos Barreiro    | 85-82 | 75-77 | 101-86 | 80-93  |        | 90-88  | 82-75  | 100-84 | 90-95  | 77-76  | 74-80  | 70-71  |
| Imortal Luzigás     | 94-81 | 85-81 | 90-87  | 79-93  | 71-69  |        | 71-88  | 90-85  | 61-96  | 86-80  | 83-78  | 105-82 |
| Ovarense Gavex      | 87-78 | 83-71 | 81-89  | 66-94  | 72-59  | 87-71  |        | 86-84  | 77-98  | 77-86  | 87-92  | 81-76  |
| CA Queluz           | 76-67 | 76-71 | 86-73  | 62-81  | 71-74  | 88-69  | 86-87  |        | 86-95  | 78-103 | 109-99 | 79-86  |
| SL Benfica          | 80-66 | 94-77 | 100-65 | 82-77  | 91-68  | 86-76  | 93-59  | 108-82 |        | 81-64  | 93-75  | 91-81  |
| Sporting CP         | 84-72 | 84-57 | 93-87  | 83-87  | 76-72  | 96-59  | 100-91 | 104-81 | 85-87  |        | 82-69  | 92-90  |
| UD Oliveirense      | 82-80 | 92-53 | 93-77  | 78-86  | 92-80  | 90-60  | 80-79  | 88-69  | 83-95  | 75-86  |        | 93-76  |
| Vitória SC          | 85-74 | 75-78 | 79-82  | 100-97 | 103-93 | 86-73  | 62-67  | 104-77 | 69-89  | 89-97  | 74-92  |        |

#### Equipas relegadas ao término da época
- AD Galomar[7]
- CD Póvoa ESC Online[7]

## Playoffs

### Quartas de final
| Equipa 1       | Série | Equipa 2         | 1.º jogo | 2.º jogo | 3.º jogo |
| -------------- | ----- | ---------------- | -------- | -------- | -------- |
| SL Benfica     | 2 - 0 | Vitória SC       | 99 - 87  | 88 - 68  | n.e.     |
| UD Oliveirense | 1 - 2 | Ovarense Gavex   | 87 - 74  | 77 - 92  | 82 - 83  |
| FC Porto       | 2 - 0 | Imortal Luzigás  | 88 - 74  | 95 - 84  | n.e.     |
| Sporting CP    | 2 - 0 | Galitos Barreiro | 90 - 79  | 88 - 83  | n.e.     |

n.e.: não efetuado devido a uma das equipas já ter ganho 2 jogos

### Semifinais
| Equipa 1   | Série | Equipa 2       | 1.º jogo | 2.º jogo | 3.º jogo | 4.º jogo | 5.º jogo |
| ---------- | ----- | -------------- | -------- | -------- | -------- | -------- | -------- |
| SL Benfica | 3 - 0 | Ovarense Gavex | 85 - 66  | 103 - 71 | 89 - 80  | n.e.     | n.e.     |
| FC Porto   | 3 - 0 | Sporting CP    | 91 - 81  | 83 - 64  | 78 - 74  | n.e.     | n.e.     |

n.e.: não efetuado devido a uma das equipas já ter ganho 3 jogos

### Finais
| Equipa 1   | Série | Equipa 2 | 1.º jogo | 2.º jogo | 3.º jogo | 4.º jogo | 5.º jogo |
| ---------- | ----- | -------- | -------- | -------- | -------- | -------- | -------- |
| SL Benfica | 3 - 1 | FC Porto | 95 - 94  | 89 - 81  | 75 - 82  | 93 - 71  |          |

n.e.: não efetuado devido a uma das equipas já ter ganho 3 jogos

### Premiação
| Liga "Betclic" 2024-25 Campeões |
| ------------------------------- |
| SL Benfica 31º Título           |

## Premiações individuais

### MVP do Mês
| Mês       | Jogador        | Clube               | Ref    |
| 2024      | 2024           | 2024                | 2024   |
| --------- | -------------- | ------------------- | ------ |
| Outubro   | KaVaughn Scott | CA Queluz           | [ 8 ]  |
| Novembro  | Nico Carvacho  | SL Benfica          | [ 9 ]  |
| Dezembro  | Ty Toney       | Esgueira Aveiro Oli | [ 10 ] |
| 2025      |                |                     |        |
| Janeiro   | Daryl III      | Imortal Luzigás     | [ 11 ] |
| Fevereiro |                |                     |        |
| Março     | Javian Davis   | Imortal Luzigás     | [ 12 ] |
| Abril     |                |                     |        |
| Maio      |                |                     |        |

### MVP da Rodada
| #  | Atleta               | Equipa              | Val  | Ref    |
| -- | -------------------- | ------------------- | ---- | ------ |
| 1  | Greg Parham II       | CA Queluz           | 32.0 | [ 13 ] |
| 2  | KaVaughn Scott       | CA Queluz           | 36.0 | [ 14 ] |
| 3  |                      |                     |      |        |
| 4  | Ty Toney             | Esgueira Aveiro Oli | 37.0 | [ 15 ] |
| 5  | Jeremiah Bailey      | Sporting CP         | 35.5 | [ 16 ] |
| 6  | Diogo Ventura        | Sporting CP         | 35.5 | [ 17 ] |
| 7  | KaVaughn Scott (2)   | CA Queluz           | 33.0 | [ 18 ] |
| 8  | Lual Rahama          | Ovarense Gavex      | 32.0 | [ 19 ] |
| 9  | Lual Rahama (2)      | Ovarense Gavex      | 32.0 | [ 20 ] |
| 10 | Zahir Porter         | Vitória SC          | 29.5 | [ 21 ] |
| 11 | Jonathan Silva       | Ovarense Gavex      | 30.5 |        |
| 12 | Justin Webster       | CA Queluz           | 37.0 | [ 22 ] |
| 13 | Javian Davis         | Imortal Luzigás     | 37.5 | [ 23 ] |
| 14 | Greg Parham II       | CA Queluz           | 38.5 | [ 24 ] |
| 15 | Jalan McCloud        | CD Póvoa            | 41.0 | [ 25 ] |
| 16 | Zahir Porter         | Vitória SC          | 39.0 | [ 26 ] |
| 17 | Javian Davis (2)     | Imortal Luzigás     | 39.5 | [ 27 ] |
| 18 | Javian Davis (3)     | Imortal Luzigás     | 35.5 | [ 28 ] |
| 19 | Xeyrius Williams     | FC Porto            | 36.5 | [ 29 ] |
| 20 | Trey Drechsel        | SL Benfica          | 43.0 | [ 30 ] |
| 21 | Javian Davis (3)     | Imortal Luzigás     | 40.0 | [ 31 ] |
| 22 | Maleeck Harden-Hayes | AD Galomar          | 36.5 | [ 32 ] |

## Clubes de Portugal em competições internacionais
| Clube       | Competição        | V | E | D | Resultado                                                    |
| ----------- | ----------------- | - | - | - | ------------------------------------------------------------ |
| SL Benfica  | Liga dos Campeões | 2 | - | 0 | Fase Classificatória - Classificado à temporada regular      |
| SL Benfica  | Liga dos Campeões | 1 | 0 | 5 | Eliminado - Como 4º colocado no Gr.G da temporada regular    |
| FC Porto    | Copa Europeia     | 5 | - | 1 | Classificado - como 1º colocado no Gr.I da temporada regular |
| FC Porto    | Copa Europeia     | 3 | 0 | 3 | Eliminado - como 3º colocado no Grupo K da segunda fase      |
| Sporting CP | Copa Europeia     | 1 | 1 | 0 | Fase classificatória - Classificado à temporada regular      |
| Sporting CP | Copa Europeia     | 1 | - | 5 | Eliminado - como 4º colocado no Gr. D na temporada regular   |